# Kék
A kék az egyik alapszín. Kiegészítő színe a fények esetén a sárga, festékek esetén narancssárga. Az emberi szem képes megkülönböztetni a fény látható hullámhossz tartományában: a szemben lévő, kék fényt érzékelő csapsejtek fényelnyelése a 370–530 nm-es tartományt fogja át, az érzékenység maximuma 420 nm-nél van.
A kék égbolt látványában a Rayleigh-szórás játszik kulcsszerepet, amely alapján apró szemcsék (finom por és molekulák) a semleges fehér napfény összetevőit eltérő mértékben szórják: a szóródás mértéke a fény hullámhosszával (pontosabban annak negyedik hatványával) fordított arányban áll, azaz minél rövidebb a hullámhossz (a látható tartományban minél kékebb a fénysugár), annál több szóródik belőle. Az eredetileg fehérként indult fényből a kék nagyobb része elszóródik a légkörben, ezért kék az ég.

## Árnyalatok
- Acélkék
- Akvamarinkék
- Azúrkék
- Babiloni kék
- Bilikék
- Bogyókék
- Brit kék
- Búzavirágkék
- Égszínkék
- Indigókék
- Kobaltkék
- Tengerészkék
- Tengerkék
- Türkizkék
- Ultramarinkék
- Világoskék
- Zafírkék

## Előfordulása, szimbolizmusa, átvitt értelem
A kék szó eredete szerint ótörök jövevényszó, gyakorlatilag az összes török nyelvben megvan. Eredeti jelentése ’ég’, ebből fejlődött a ’kék’. A magyarban földrajzi névben a 11. századtól, tisztán színnévként a 14. századtól maradt fenn.

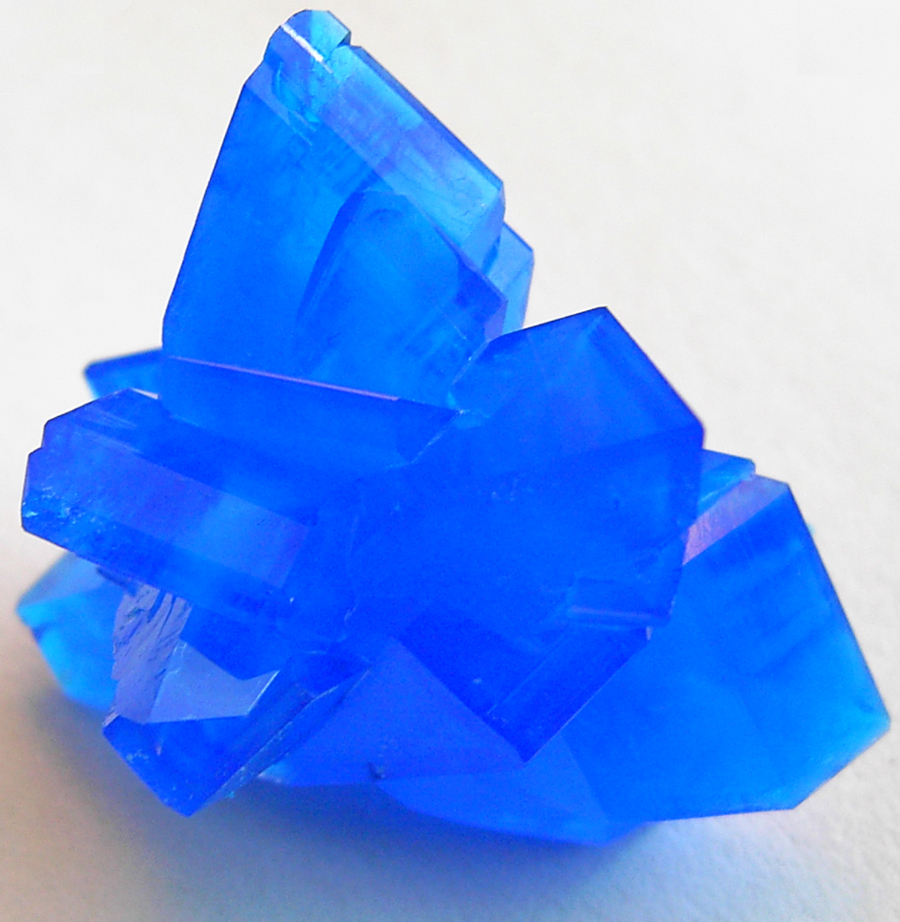
Réz-szulfát kristály

- a kékvérű kifejezés arisztokrata származásra utal
- néha kékharisnyának nevezik az olvasott, intellektuális beállítottságú, irodalmi érdeklődésű nőket
- a kékszalag balatoni vitorlásverseny
- a közlekedésben a kék villogó a rendőrség, tűzoltók és a mentők megkülönböztető jelzése
- a kék kereszt (a Vöröskereszt mintájára) a Kékkereszt és az állatorvosok szimbóluma
- anatómiai ábrákon a kék a véna színe, szemben az artéria pirosával
- a meteorológiában többnyire alacsony légnyomást vagy alacsony hőmérsékletet jelöl
- Magyarország legmagasabban fekvő pontja a Kékes tető
- Magyarországot átszelő, egybefüggő turistaút az Országos Kék túraút. Nevét a kék turistajelzésről kapta.
- a MÁV járműveinek nagy része kék színtervvel készült
- a budapesti közlekedésben a kék az autóbuszok, illetve az M3-as metróvonal színjelzése
- Miskolc közlekedési vállalata buszainak színe volt
- a világhálón a kék hagyományosan a (még nem látogatott) hiperhivatkozások színe
- a kékhalál az informatikai szlengben a számítógép lefagyását jelenti. A képernyőn kék háttérrel jelenik meg a hibakód. Ez a Windows 3 változatból származik, azt ugyanis tizenhat színű (CGA) monitorokra tervezték.
- Több ország nemzeti lobogójának egyik színe. Svédország ezt saját szabványa szerint rögzítette: NCS 4055-R95B (wd).

A politikában:
- az 1990-től 2010-ig parlamenti párt SZDSZ logójának háttérszíne.

A zenében:
- Kék Duna keringő (ifj. Johann Strauss)
- A kékszakállú herceg vára (Bartók Béla)
- Az a szép, akinek a szeme kék (magyar nóta)
- Blue Moon („Kék hold”), dal
- Kék asszony (LGT)
- Kék a szeme
- Kék és narancssárga (Republik)

A festészetben:
- Pablo Picasso kék korszaka 1901-től 1904-ig tartott
- Szűz Mária az ábrázolásokon szinte mindig kék palástot visel
- Der Blaue Reiter volt a 20. század elején egy németországi expresszionista művészcsoport elnevezése

A sportban:
- az olimpiai zászlón a kék karika (egyes értelmezések szerint ez jelképezi Európát)
- az olasz labdarúgó-válogatott színe azúrkék, becenevük „squadra azzurra”
- a magyar labdarúgó-bajnokságban kék-fehér az MTK és a ZTE FC színe, a Vasas, a Videoton FC és a Nyíregyháza Spartacus piros-kék
- az autósportban a Gordon Bennett-kupa nyomán a kék lett a francia csapatok hagyományos színe. Később a szponzorok reklámjai kiszorították, legutóbb a 2001-ig működő Prost csapat, előtte a Ligier használta.
- autóversenyeken kék zászló jelzi, hogy a gyorsabb autót el kell engedni. A bokszutca kijáratánál kék lámpa jelzi, hogy a pályaszakaszon forgalomra kell számítani.
- vízilabdában a vendégcsapat szokott kék sapkában játszani

## Elnevezések
Az elnevezés kapcsolódhat a színingerhez, de a színészlelethez is.
A CIE 1931 nem határozott meg színezeti azonosítót. Ilyen célra a hullámhosszat használjuk. Kéknek tekintjük mindazokat a sugárzásokat amelyek hullámhossza 420 és 490 nm közé esik. A kék az alapszíningerek (reference colour stimuli)  közé tartozik. Ennek hullámhossza 435 nm.
Az UCS , CIELUV típusú színterek, amelyek az u és v változókat használják, a kis v értékekhez rendelik hozzá a kék színeket. Ehhez hasonlóan a CIELAB a negatív b értékeket jelöli kékként.
Ugyancsak a CIE megfogalmazott egy külön kategóriát az alapszínezet (unique hue) számára; azokra, amelyek semmiféle más színnel nem téveszthetők össze. Ezek egyike a kék. Pontos meghatározása függ a megvilágítási és megfigyelési körülményektől, 470 és 480 nm közé esik.
Az amerikai OSA-UCS (Optical Society of America) j és g (green) színezeti jellemzőket használ. A j (jaune, sárga) ellentéte a kék fényeknek, amelyeknél tehát a j értéke negatív. Az OSA hue (színezet) 90 és 180 fok közé esik kék színeknél (kék–zöld negyed), illetve 180 és 270 fok közé (kék–vörös negyed).
Wilhelm Ostwald színkörében két kék tartomány is létezik. A 24 színből álló tartományban a 13, 14 és 15 neve: ultrakék. A 16, 17 és 18 neve türkizkék (vagy jégkék).
Albert Munsell színkörében 0B-től 10B-ig terjednek a kékek. Ám használja a köztes színek azonosításául a BG (blue-green) és a PB (purple-blue) jelöléseket is. Nemhivatalos színazonosítók a kék színekre vonatkozóan a 60 és a 70 közé esnek.
A COLOROID rendszer a kékeket az A50—A56 közé helyezi el.

## Kék festékek
A festékek két nagy csoportra oszthatók. A festékek (angolul: dye) vízben oldhatóak, ilyen a legtöbb azo, diazo színezék és az antarachinon. A pigmentek vízben oldhatatlanok, finom szemcséjük az oldószerben eloszlatva adja a színezék színét.
- Az élelmiszeripar a patent blue V festéket (E131) használja sok pigment mellett.
- Ugyancsak kék színű az indantrénkék festék (E030, illetve  C.I. 69800)
- A fluorescens optikai fehérítők is festékek; elnyelik a 340-370 nm-es sugárzást, és 420-470 nm-es kék fényt bocsájtanak ki.
- A Remazol Brilliant Blue R a textiliparban használatos festék. Az antrachinon festékek közül több is kék színű
- Egyiptomi kék, az első ismert kék színezőanyag (kalcium-réz-szilikát); pigment
- Indigó: eredetileg Indiából származó növényi festék, a festő csülleng (Isatis tinctoria) nevű növényből nyerték ki, Európába a 16. században került. A préselt indigótömbként szállított festéket őrlőmozsarakban, vasgolyó segítségével törték porrá. 1880-ban szintetizálták először, azóta harmincnál több eljárás létezik, a 21. században már génmódosított Escherichia coli baktériumokkal is elő tudják állítani. A kékfestő anyag és a farmernadrág színezőanyaga, a Brit Királyi Haditengerészet a 18. század közepén kezdte egyenruháihoz használni, innen származik a tengerészkék elnevezés.
- Azúrkék (égszínkék): alapja a kemény azurit, ez a rézben gazdag kőzet, mely Európa több országában előfordult. Víz felvételével megzöldül, ezért látható egyes régi freskókon zöld színű égbolt
- Voroneți kék: a középkori moldvai kolostorok és templomok festésénél használt speciális színű kék festék, amelynek alapja az azurit, de organikus anyaggal keverték, így megőrizte eredeti színét[2]
- Ultramarin: régebben az Afganisztánból származó lazurit (lapis lazuli) köveket őrölték meg a festékhez, ára az aranyéval vetekedett. 1826-ban felfedezték a szintetikus változatát (francia ultramarin, francia kék, Guimet-kék), amely lehetővé tette az olcsó előállítását.
- Kobaltkék (Thénard-kék): nagyon tartós kék festék, kobalt-aluminát, CoAl2O4. A 8–9. században már használták Kínában porcelánokhoz, a festészetben csak a 19. század közepén vált elérhetővé először coeruleum néven.
- Berlini kék, poroszkék, párizsi kék: egy vas-ciano komplex (ferro-ferri-cianid, vas-cián-kék), Fe4[Fe(CN)6]3. A 18. században, Poroszország fővárosában fejlesztették ki vegyészek, gyorsan elterjedt a művészvilágban, Picasso is ezt használta a kék korszakában.
- Ftalokék: szerves pigment, az 1930-as években fedezték fel, a modern festékiparban a legáltalánosabban használt színezőanyag, liláskéktől türkizkékig mindenféle árnyalatot elő lehet állítani belőle. Nitrogénatomok által összekapcsolt 4 izondol egységből áll (H2Pc). (Az angol Winsor&Newton gyártócég után ismert a Winsor-kék elnevezés is.)
- YInMn kék: ittrium, indium, mangán (Yin Min kék, Oregon kék, Mas-kék), 2016 óta elérhető, Mas Subramanian és Andrew E. Smith fedezték fel az Oregoni Állami Egyetemen (Corvallis (Oregon)|Corvallisban) 2009-ben, amikor új anyagokkal kísérleteztek az elektronikai ipar számára[3]